# Marine expeditionary brigade
Une brigade expéditionnaire des Marines (ou Marine Expeditionary Brigade - MEB) est une formation du Corps des Marines des États-Unis, un groupe tactique terrestre et aérien des Marines (MAGTF) d'environ 14 500 Marines et marins construit autour d'un régiment d'infanterie renforcé, d'un groupe d'aéronefs de l'US Navy composite, d'un régiment de logistique de combat et d'un groupe de commandement de MEB. La MEB, commandée par un officier général (généralement un général de brigade), est organisée en fonction des tâches pour répondre aux exigences d'une situation spécifique. Elle peut fonctionner dans le cadre d'une force opérationnelle interarmées (joint task force), en tant qu'échelon principal d'une Maritime Expeditionary Force (MEF) ou seul. Elle varie en taille et en composition et est plus grande qu'une unité expéditionnaire maritime (MEU) mais plus petite qu'une MEF. La MEB est capable de mener des missions dans toute la gamme des opérations militaires. 

## Brigade expéditionnaire marine théorique en 2010

### Élément de commandement (CE)
Groupe de commandement MEB 
- Personnel du MEB
- Détachement, Bataillon des communications
- Détachement, Bataillon du renseignement
- Détachement, Bataillon d'application de la loi
- Détachement, Radio Battalion
- Détachement, Air Naval Gunfire Liaison Company
- Détachement, Force Reconnaissance Company

### Élément de combat terrestre (GCE)
Équipe de débarquement régimentaire (RLT) ou Équipe de combat régimentaire (RCT) 
- Régiment d'infanterie (avec 3 bataillons d'infanterie), renforcé
- 48 véhicules d'assaut amphibie, AAV-7A1 et variantes (1 compagnie de véhicules d'assaut amphibie (renforcée))
- 27 véhicules blindés légers, LAV-25A1 et variantes (1 compagnie de reconnaissance blindée légère (renforcée))
- 14 char de combat principal, M1A1, Abrams (1 compagnie de chars (renforcée))
- 2 véhicules blindés de récupération, M88A2, Hercules (1 compagnie de chars (renforcée))
- 2 véhicules de génie d'assaut, M1 Shredder (Combat Engineer Company)
- 24 obusiers de 155 mm, M777 A2 (1 bataillon d'artillerie avec 4 batteries de tir de 6 canons chacune)
- 24 Mortier, M252 de 81 mm (4 tubes par section, 2 sections par peloton, du peloton de mortier, compagnie d'armes, bataillon d'infanterie × 3)
- 27 Mortier léger, 60 mm, M224 LWCMS (3 tubes dans la section Mortier du peloton d'armes, compagnie de fusiliers × 3, bataillon d'infanterie × 3)
- 24 Lanceurs de missiles antichar, BGM-71, TOW (8 lanceurs dans la section TOW du peloton antichar (AT), compagnie d'armes, bataillon d'infanterie × 3)
- 24 Lanceurs de missiles antichars, FGM-148, Javelin (8 lanceurs dans la section AT du peloton antichar, compagnie d'armes, bataillon d'infanterie × 3)
- 18 lance-grenades automatique, 40 mm, Mk 19 (6 lance-grenades par peloton de mitrailleuses lourdes, compagnie d'armes, bataillon d'infanterie × 3)
- 18 Mitrailleuse Browning, Cal .50, M2, HB, Flexible (6 mitrailleuses par peloton de mitrailleuses lourdes, compagnie d'armes, bataillon d'infanterie × 3)
- 54 Mitrailleuses, 7,62 mm, M240 (6 mitrailleuses dans la section des mitrailleuses, peloton d'armes, Rifle Company × 3, bataillon d'infanterie × 3)
- 243 Fusils mitrailleurs légers d'infanterie, 5,56 mm, M249 (9 par peloton de tir × 3, compagnie de tir × 3, bataillon d'infanterie × 3)

### Élément de combat aérien (ACE)
Groupe d'avions composites marins 
- Marine Aircraft Group (MAG) [organisation théorique indiquée ci-dessous]
- 45 AV-8B (3 escadrons VMA avec 15 avions chacun)
- 24 F / A-18 (2 escadrons VMFA avec 12 avions chacun)
- 5 EA-6B (1 escadron VMAQ avec 5 avions chacun)
- 6 KC-130 (1 détachement VMGR)
- 32 CH-53E (2 escadrons HMH avec 16 avions chacun)
- 48 CH-46E ou MV-22 B (4 escadrons HMM ou VMM avec 12 avions chacun)
- 18 AH-1W / Z (1 escadron HMLA, chaque escadron HMLA contient des avions AH-1 et UH-1)
- 9 UH-1N / Y (1 escadron HMLA, chaque escadron HMLA contient des avions AH-1 et UH-1)
- 45 équipes de missiles Stinger (1 batterie de tir de défense aérienne à basse altitude avec 3 pelotons de 15 équipes de missiles Stinger chacune)
- 1 Escadron de logistique de l'aviation maritime (MALS) (assure la maintenance intermédiaire des aéronefs, le ravitaillement et le soutien aux escadrons d'aéronefs)
- 1 Escadron de soutien des escadres marines (MWSS) (fournit le soutien des services de combat [c.-à-d. Tout le soutien et les services essentiels à l'aviation au sol] pour permettre au MAG de remplir sa mission aéronautique)
- Autre soutien aérien escadron des détachements au besoin (MACS, MASS, MTACS, SCGC )

### Élément de combat logistique (LCE)
Régiment de logistique de combat (CLR) (avec 1 à 3 bataillons de logistique de combat) [équipement théorique illustré ci-dessous] 
- 1 pont à poutres moyennes
- 6 grues: 
  - 1 grue de 30 tonnes
  - 5 grues de 7,5 tonnes
- 2 circuits de carburant 600k-gal
- 44 générateurs de 100 kW
- 75 camions de 7 tonnes
- 9 unités de purification d'eau
- 116 chariots élévateurs
- 5 bulldozers
- 3 niveleuses

## Liste des MEB
- 1re Marine Expeditionary Brigade
- 2e Marine Expeditionary Brigade
- 3e Marine Expeditionary Brigade
- 5e Marine Expeditionary Brigade
- 7e Marine Expeditionary Brigade

## MEB historiques
Les MEB suivants ont été déployés sur le plan opérationnel: 
- Force opérationnelle Tarawa pour la guerre en Irak
- Force opérationnelle Leatherneck pour la guerre d'Afghanistan
- 9e Marine Expeditionary Brigade pour la guerre du Vietnam - déployée le 8 mars 1965
- 4e Brigade expéditionnaire de marine (antiterrorisme) pour la guerre contre le terrorisme - activée le 29 octobre 2001 et désactivée en février 2006